# Jagstberg
Jagstberg ist ein Teilort der Gemeinde Mulfingen im Hohenlohekreis im Nordwesten Baden-Württembergs mit (Stand 2007) 485 Einwohnern. Der Ort liegt am namengebenden Fluss Jagst, einem rechten Nebenfluss des Neckars. Die Bevölkerung ist größtenteils römisch-katholisch; Stand 2008 gab es in Jagstberg rund 320 Katholiken.

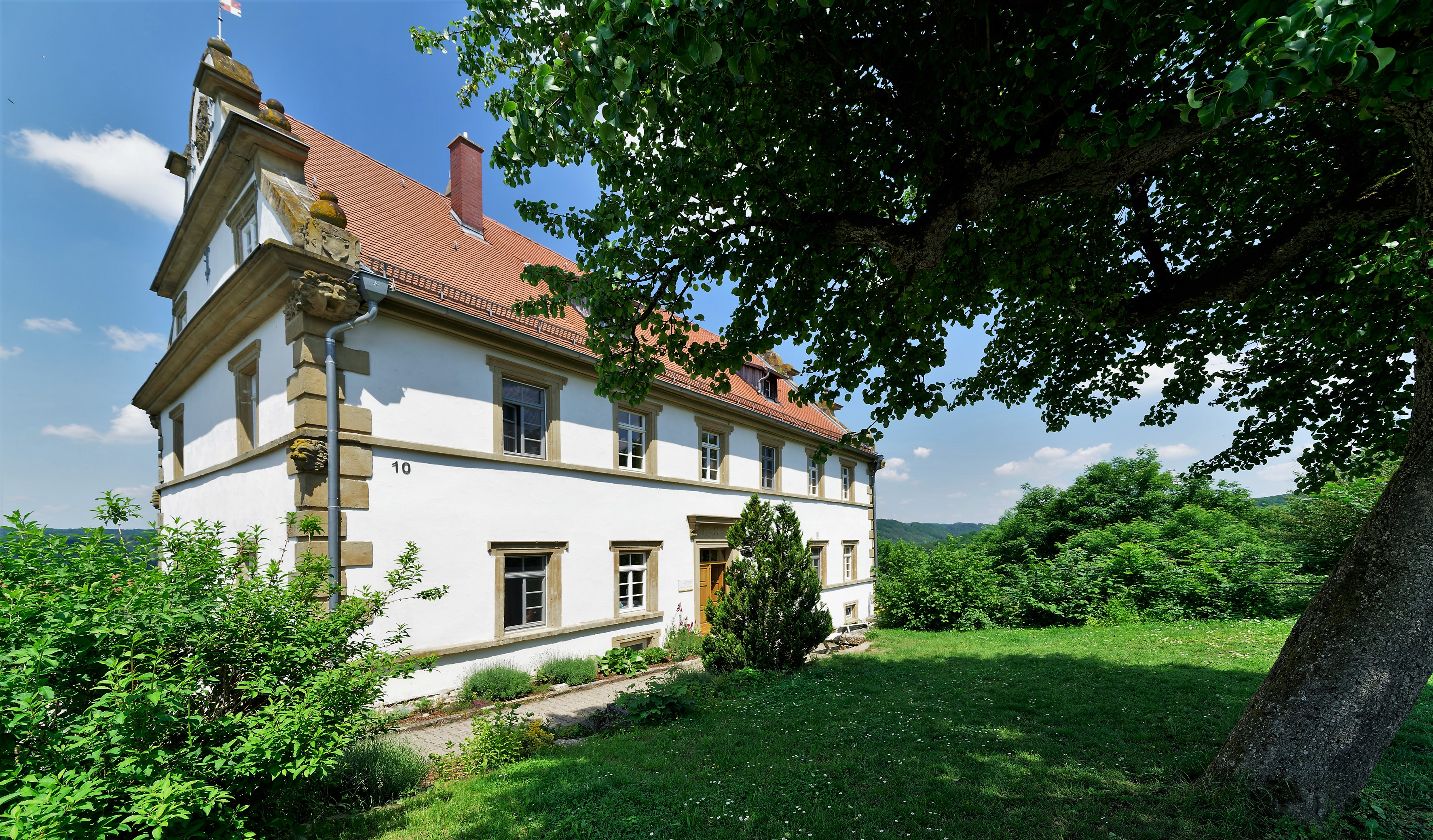
Das Pfarrhaus

## Historische und ortsprägende Gebäude

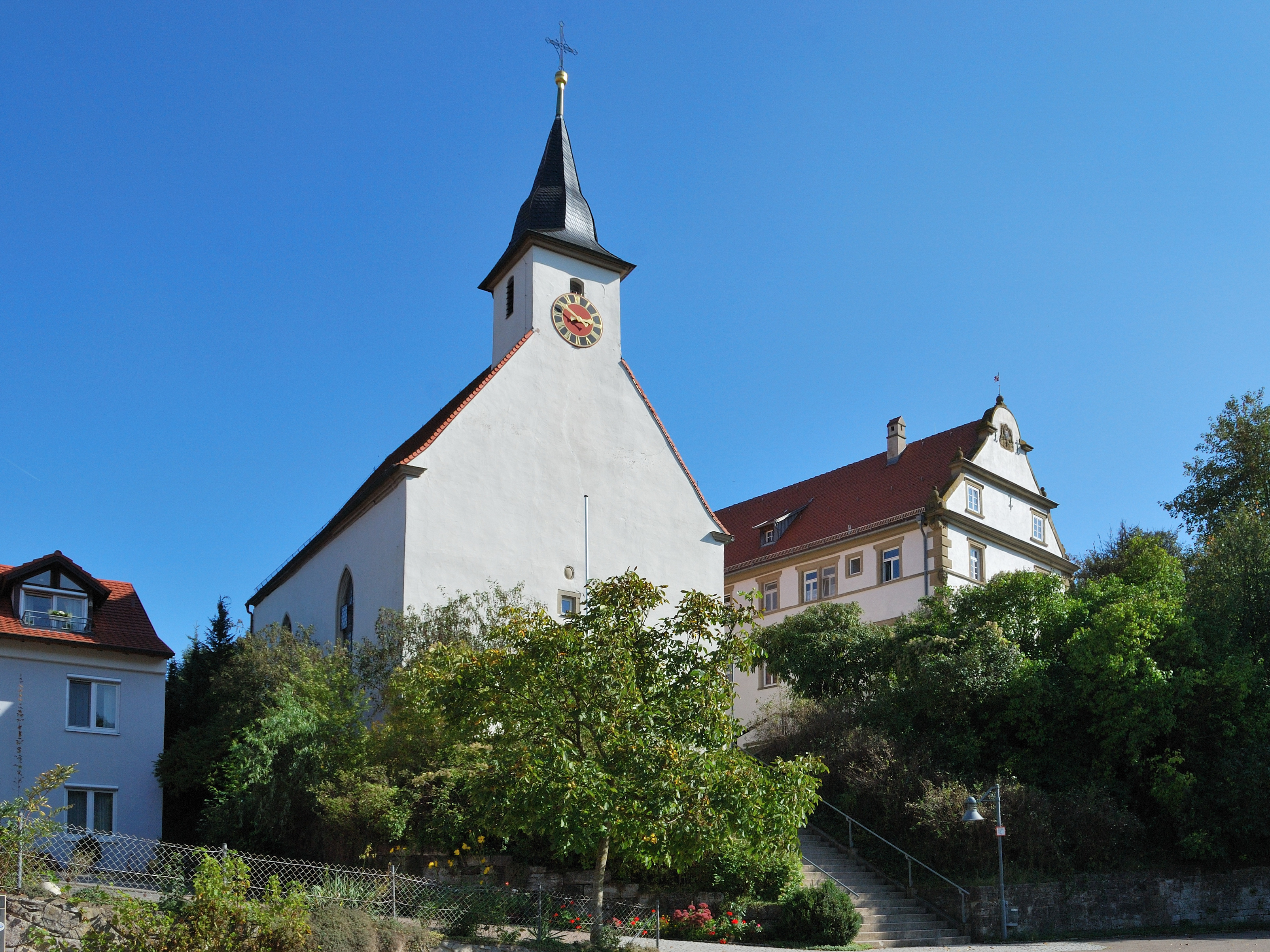
Katholische Kirche St. Burchard

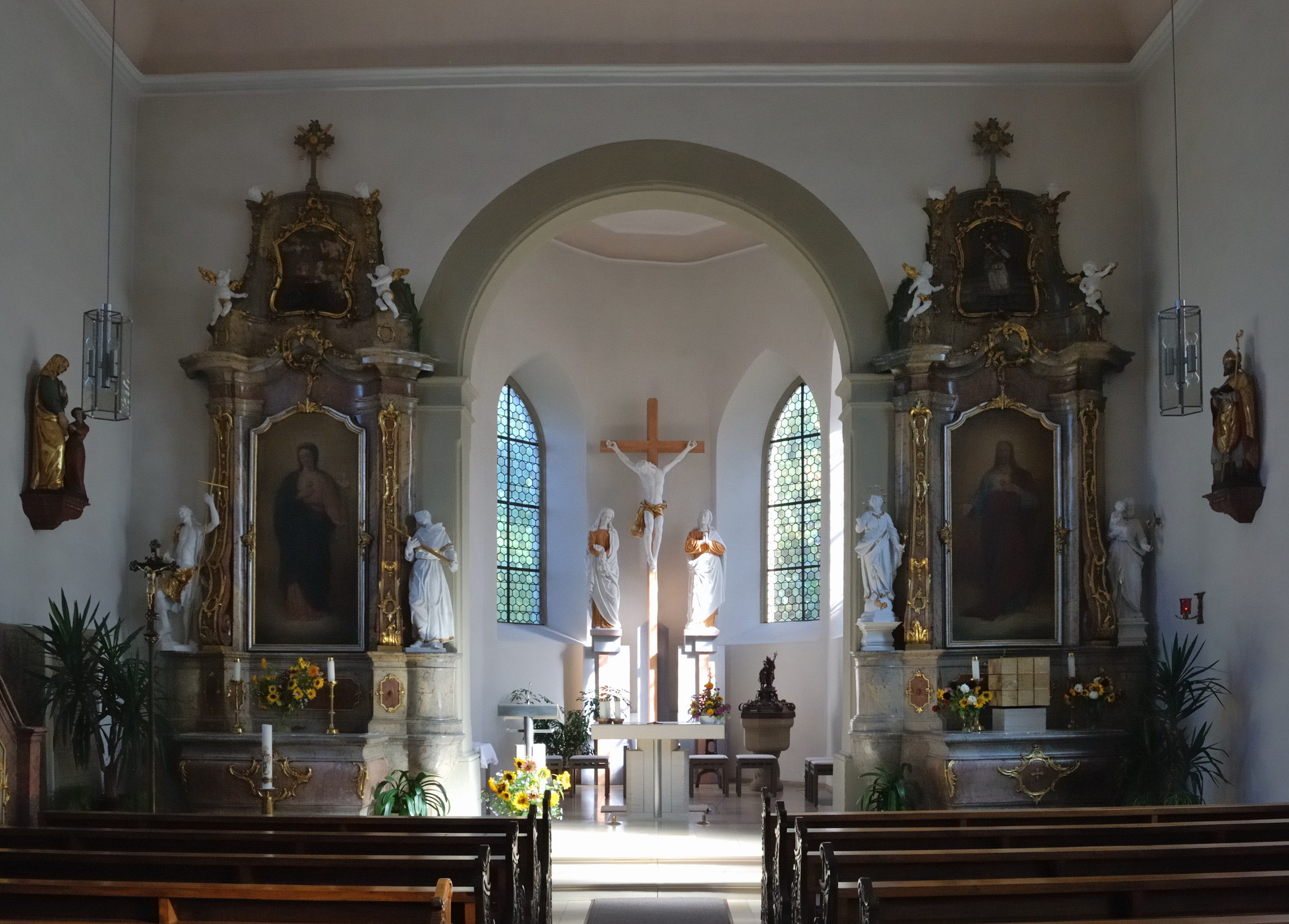
Kirchenschiff von St. Burchard

Ein sehenswertes Gebäude in Jagstberg ist die 1602 fertiggestellte Kirche, die am 29. Juli 1625 dem Heiligen Burchard geweiht wurde. Die Kirche wurde 1999 renoviert, wobei der Chorraum neugestaltet wurde.
Ebenso sehenswert sind das 1614 von Bischof Julius Echter erbaute Pfarrhaus, das früher auch als Amtshaus diente und 1781 der Pfarrei überlassen wurde und das Rathaus, ein schlichtes Giebelhaus mit Steinsockel, das etwa aus dem 16./17. Jahrhundert stammt. Außerdem sind der am 27. Juni 1625 eingeweihte Friedhof und die Leichenhalle mit Kriegerdenkmal, die am 30. Juli 1972 eingeweiht wurde, sehenswert.

## Geschichte

### Mittelalter
Erstmals urkundlich erwähnt wurde Jagstberg im Jahr 1228. 1634 litt Jagstberg unter einer Pest-Epidemie mit etlichen Opfern. 1781 erfolgte die Zerstörung der Burg Jagstberg.

### Neuzeit

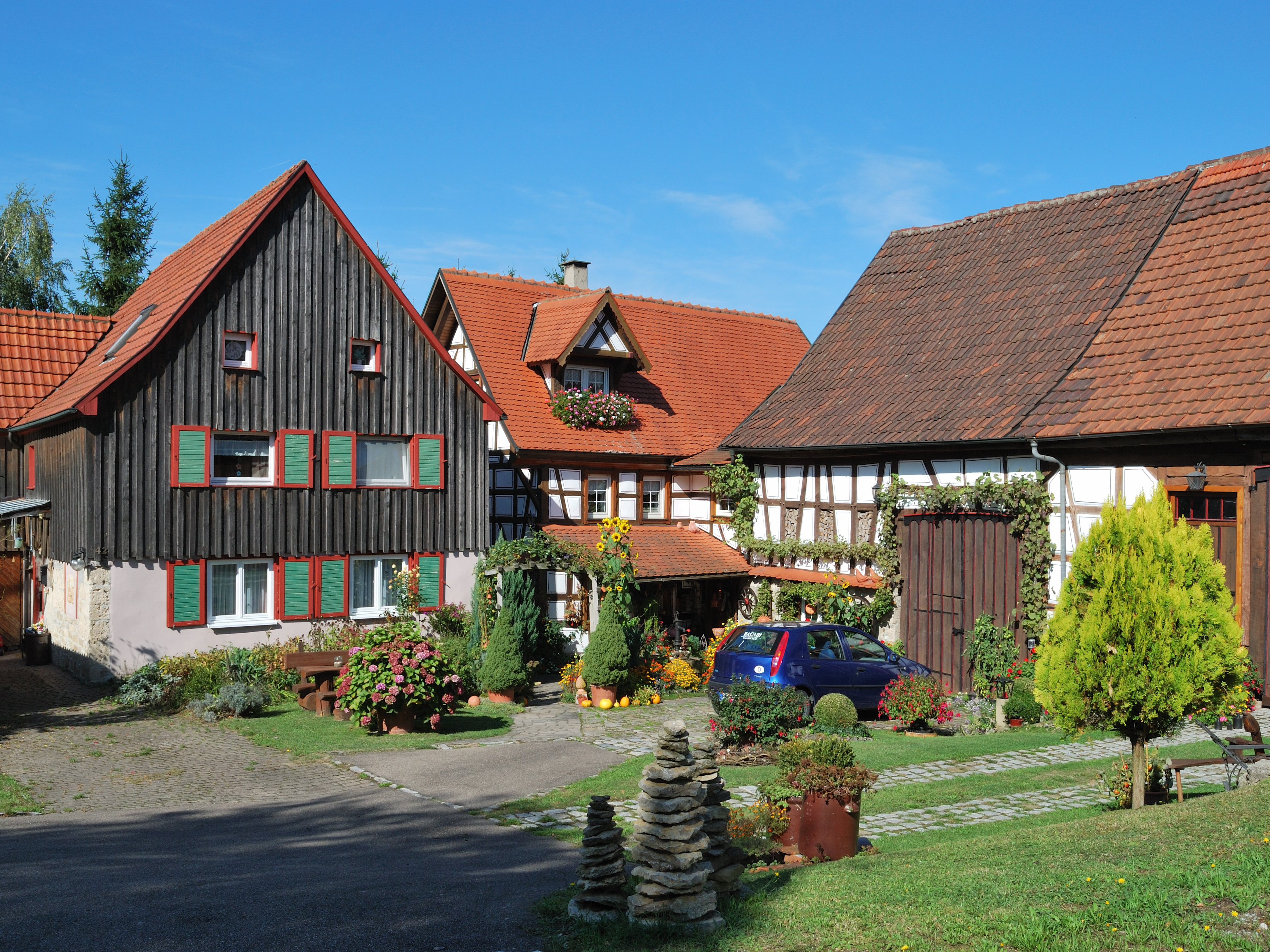
Fachwerkhäuser

Seit 1907 gibt es elektrischen Strom in Jagstberg und vier Jahre später wurde die Wasserleitung gebaut. 1962 erfolgte der Neubau des Schulhauses und zwischen 1964 und 1966 entstanden sieben Aussiedlungen. Am 1. Juli 1971 erfolgte die freiwillige Eingliederung zur Gemeinde Mulfingen und 1973 die Integrierung eines Kindergartens in das Schulhaus. Im Jahr 2000 erreichte Jagstberg beim Wettbewerb Unser Dorf soll schöner werden – unser Dorf hat Zukunft den 1. Platz beim Kreisentscheid und 2004 wurden anlässlich des 125-jährigen Bestehens des örtlichen Männergesangsvereines die Jagstberger Chor- und Heimattage abgehalten.

## Der Name der Ortschaft im Wandel der Zeit
Der Name Jagstberg ist auf die geographische Lage der Ortschaft zurückzuführen. Da Jagstberg eng mit der Bezeichnung des Flusses Jagst verbunden ist, hat sich im Laufe der Zeit der Name der Ortschaft durch die Namensänderungen der Jagst ebenso verändert. Um 1228 hieß der Ort Jagesperch, wobei perch eventuell vom englischen Wort für sich niederlassen stammen könnte.
1817 hieß der Ort dann Jaxtberg, zwischenzeitlich kamen auch die Namen Jaghesperch, Jaghesberg und Jagesberg zur Verwendung. Es gilt als möglich, dass, als die Burg noch stand, Jagstberg auch Jagstburg genannt worden sein könnte.

## Vereine
Neben dem Männergesangverein Jagstberg, dessen 125-jähriges Bestehen Anlass für die Jagstberger Chor- und Heimattage 2004 war, gibt es vor Ort unter anderem noch einen Fischerverein und einen Verein, der das Jugendheim Jagstberg betreibt. Für den Brandschutz und die allgemeine Hilfe in Jagstberg sorgt die örtliche Freiwillige Feuerwehr.